# Hélène de Fougerolles
Hélène Christine Rigoine de Fougerolles (25 de febrero de 1973) es una actriz francesa. Ella es la hija de Alain Rigoine de Fougerolles y Anne Saumay de Laval. Inicialmente planificó convertirse en una estilista, sin embargo comenzó a estudiar actuación a los 15 años. Más tarde asistió a clases de actuación en París y brevemente en el Actors Studio en Nueva York.

## Filmografía
- Le Collège des coeurs brisés (1992) TV Series - Anne-Marie
- Le mari de Léon (1993) - Geneviève
- Avocat d'office (1994) TV Series - Marie Moretti
- Jeanne la Pucelle II - Les prisons (1994) - Jeanne de Bar
- La Cité de la peur (1994) - Sandy
- L'histoire du garçon qui voulait qu'on l'embrasse (1994) - Besos de niña en el puente
- La Reine Margot (1994) (sin acreditar) - Una cortesana
- Le péril jeune (1994) - Christine
- Été brulant (1995) (TV) - Natacha
- Avocat d'office (1996) (TV)
- Le cheval de coeur (1996) (TV) - Véronique
- Chacun cherche son chat (1996) - Mannequin
- Long cours (1996) (TV) - Charlotte
- La divine poursuite (1997) - Karine
- Assassin(s) (1997) - Hélène (sitcom)
- The Fall (1998) - Márta Kiss
- Que la lumière soit (1998) - Jeanne
- Un café... l'addition (1999) - Julie
- De source sûre (1999) - Muriel
- The Beach (2000) - Miembro de la comunidad de la playa
- Le prof (2000) - Manon
- Mortel transfert (2001) - Olga Kubler/La prostituta
- Va savoir (2001) - Dominique 'Do'
- Le raid (2002) - Léonore de Segonzac
- Hafið (2002) - Françoise
- Fanfan la Tulipe (película) (2003) - Me de Pompadour
- Corps et âmes (2003) (TV) - Lisa Weber
- Lapin intégral (2003) - The girl
- Ne quittez pas ! (2004) - Stewardess
- Innocence (2004) - Mademoiselle Edith
- Si j'étais elle (2004) (TV) - Alex/Alice
- Le plus beau jour de ma vie (2004) - Lola
- Les gens honnêtes vivent en France (2005) - Agnès Leroux
- E=mc² (2005) (TV) - Émilie du Châtelet
- Sable noir - La maison de ses rêves (2006) TV Episode - Juliette
- Incontrôlable (2006) - Marion
- Les aristos (2006) - Marie-Stéphanie Montcougnet
- Jeanne Poisson, Marquise de Pompadour (2006) (TV) - Madame de Pompadour
- Pardonnez-moi (2006) - La hermana mayor de Billy
- Mutants (2009) - Sonia Dupri

## Premios y nominaciones
- 2001: Romy Schneider Award
- 2002: Nominada - César Premio a la joven actriz más prometedora